# 蕭秀華
蕭 秀華（しょう しゅうか）は台湾華僑のタレント、ラジオパーソナリティ。MC企画所属。血液型B。

## 人物
台湾華僑3世。日本の学校で学び、中国語は話せない。甲子園短期大学家政科を卒業し、中学校家庭科の教員免許を所持している。また映画にも造詣が深い。
学生時代に「ABCヤングリクエスト」のリスナーだったことで、同番組のパーソナリティだった道上洋三らにあこがれてラジオパーソナリティを志した。

## 担当番組
- 秀華です。今朝のお目覚めは（ラジオ大阪）
- ほいきたッ!ラジオ新鮮組（ラジオ大阪、1987年10月-1989年9月）
- 蕭秀華のおはようパートナー（宇野ひろみのおはようパートナー）（ABCラジオ、2007年4月30日-2007年9月28日）

同番組パーソナリティ・宇野ひろみの産休に伴う代役。「蕭秀華のおはようパートナー」のタイトルで放送。
- 蕭秀華のMUSIC CUBE（ABCラジオ、2008年1月5日- ）
- ニッピコラーゲン化粧品PRESENTS 蕭秀華の青春ING（ABCラジオ、2009年7月- ）
- 日曜なつメロ大行進（ABCラジオ、2009年11月8日 - 2010年3月、2011年1月16日 - 7月1日）

2011年3月までは同番組パーソナリティ・毛利千代子の病気療養に伴う代役。2011年3月10日の毛利の死去を受け番組終了まで担当。